# Викрамасинге, Мартин
Мартин Викрамасинге (Викрамасингхе, синг. මාර්ටින් වික්‍රමසිංහ, англ. Martin Wickramasinghe; 29 мая 1890 года — 23 июля 1976 года) — ланкийский писатель, литературный критик, мыслитель и общественный деятель. Мартина Викрамасинге часто называют отцом современной сингальской литературы.

## Биография
Родился в деревне Коггала близ города Галле. Хотя уже в раннем возрасте Викрамасинге обучился сингальской грамоте и письму деванагари у буддистского монаха, но из-за бедности не получил систематического образования, прервавшегося после семи классов в Галле и двух лет в английской школе, а также изучения древней сингальской литературы в столице. Оставив учёбу, в возрасте 16 лет Викрамасингхе устроился в магазин в Коломбо и затем в молодости сменил массу профессий: был кассиром, бухгалтером, коммивояжером, клерком, приказчиком, управляющим конторой и т. д.
Творческую деятельность начал в 1914 году с романа «Лила» (Leela, 1914). Всё его творчество можно разделить на три этапа: работа внештатным корреспондентом газеты «Динамина» (Dinamina; 1916—1920) под псевдонимом Хетху Ваади (Рационалист), работа профессиональным журналистом в различных газетах (Lakmina, Silumina, вновь Dinamina; 1920—1946), писательская деятельность (1947—1976).
Литературное наследие состоит из двенадцати романов (трилогия «Меняющаяся деревня», 1944, «Последний век», 1947, «Конец века», 1949; «Бесстрастный», 1956; «Течение жизни», 1973), множества рассказов, вошедших в девять сборников (начиная с «Женщины», 1924), двух автобиографических повестей (сборник «Наша деревня», 1940; «Со дня моего рождения», 1961) и более тридцати работ, посвященных проблеме сингальской литературы, культуры, искусства, философии. Кроме того, Викрамасинге писал книги и статьи по биологии, археологии, этнографии, а также учебные пособия для школ.
Ряд его книг написан на английском языке: «Проблемы сингальской культуры» (Aspects of Sinhalese Culture, 1952), «Буддийские джатаки и русский роман» (The Buddhist Jataka Stories and the Russian Novel, 1952), «Мистицизм Д. Г. Лоуренса» (The Mysticism of D H Lawrence, 1957), «Буддизм и культура» (Buddhism and Culture, 1964), «Революция и эволюция» (Revolution and Evolution, 1971), «Буддизм и искусство» (Buddhism and Art, 1973), «Сингальский язык и культура» (Sinhala Language and Culture, 1975).
По мотивам визита в Советский Союз в качестве гостя III съезда писателей СССР в 1959 году оставил книгу «Расцвет страны Советов» (1962). В 1968 году посетил Кубу по приглашению кубинского правительства. В 1973 году Викрамасингхе написал новую биографию Будды, в котором превращение царевича в нищенствующего философа изображается как результат его сочувствия бедным и угнетённым. В том же году был номинирован на Нобелевскую премию по литературе Эдиривирой Сараччандрой.

## Произведения на русском
- Викрамасинге М. Тайна змеиного острова. Повесть. Пер. с англ. М. И. л. 1959 г. 100с.
- Викрамасинге М. Последний век. Роман. Пер. с сингальского. Москва. Прогресс 1965 г. 367 с.
- Рассказы [Текст] / [Пер. с англ. Т. Немцовой]; [Предисл. Э. Талмуд]